# إيرنيستو توليدو
إيرنيستو توليدو (بالإسبانية: Ernesto Toledo)‏ هو لاعب كرة قدم أرجنتيني في مركز الدفاع، ولد في 4 مارس 1996 في الأرجنتين. لعب مع ديبورتيفو إسبانول.

## وصلات خارجية
- إيرنيستو توليدو على موقع Soccerway.com (الإنجليزية)